# 桑杜尔
桑杜尔是法罗群岛桑岛南部海岸的市镇及同名村庄。市镇内只有一个同名的村庄。市镇面积为48平方公里，2021年1月时市镇人口数量为537人。

## 体育
本地的足球俱乐部为B71桑多伊，该俱乐部在法羅群島足球超級聯賽和歐洲足球協會聯盟取得过不错的成绩。

## 图集

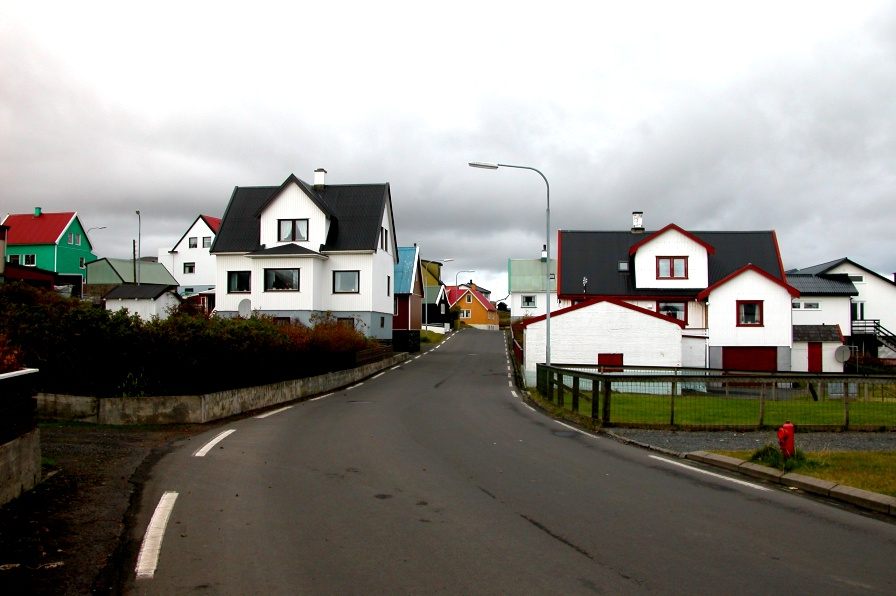
桑杜尔村内的房屋
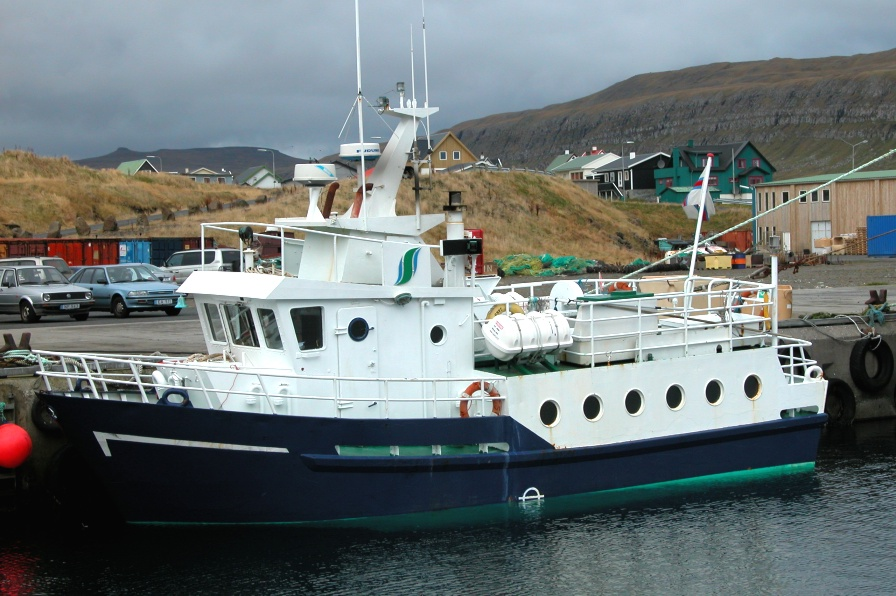
港口
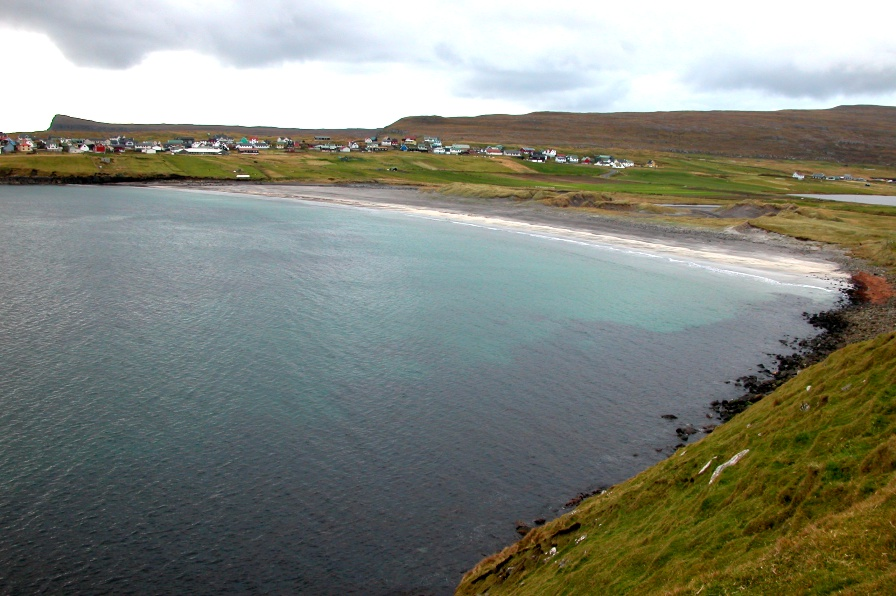
沙滩
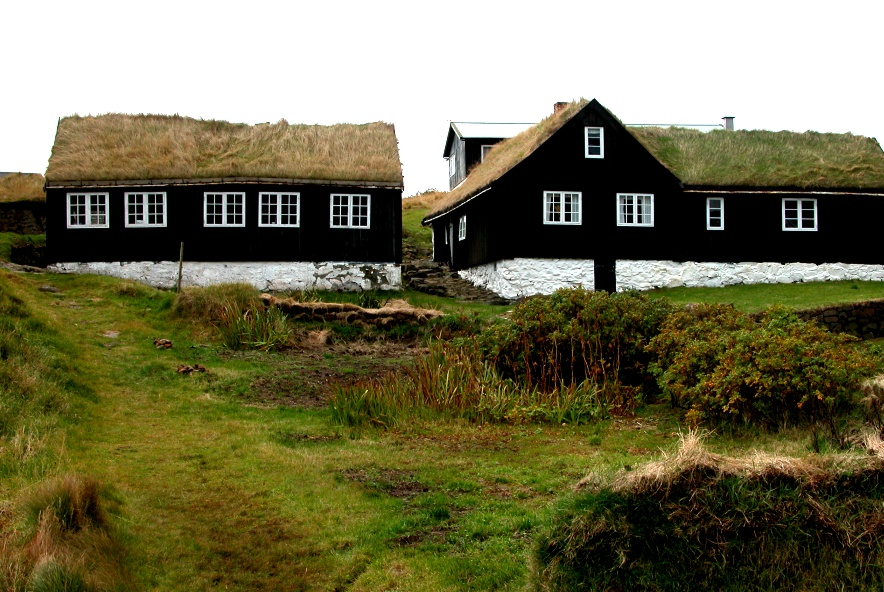
本地的博物馆
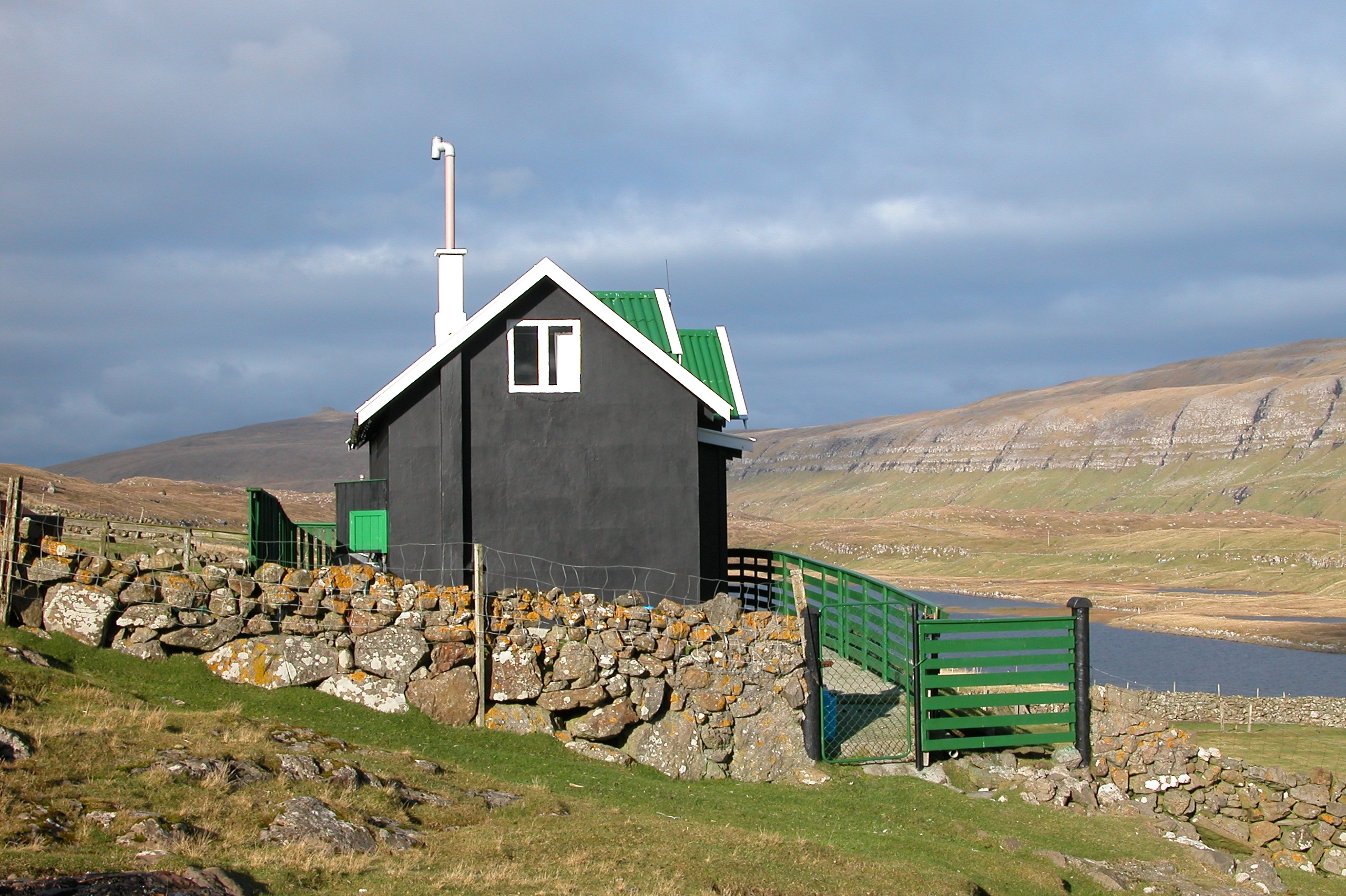
桑杜尔西部
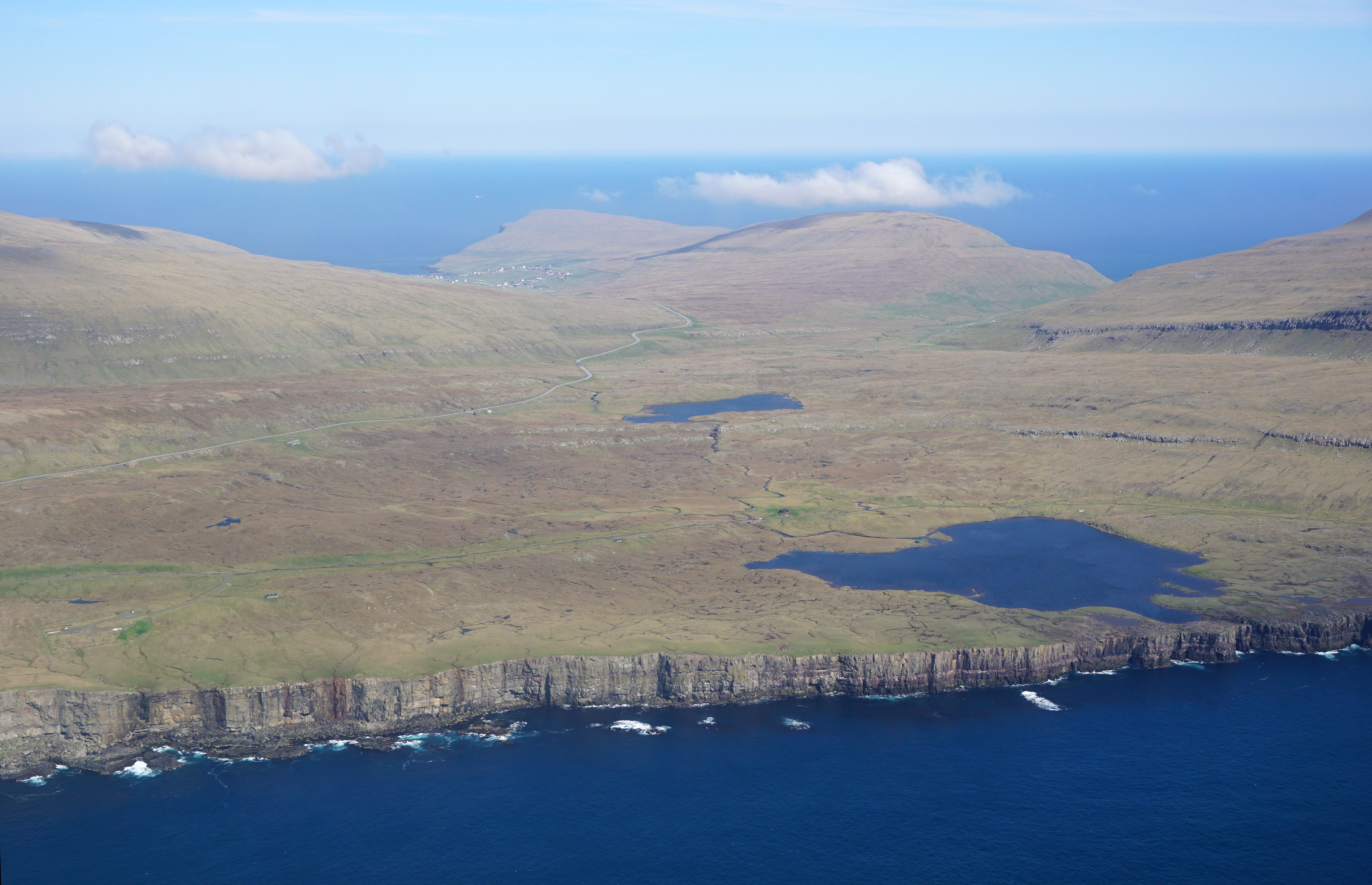
从直升机上眺望桑杜尔